# レイ・デー
レイ・デー (英語: Lei Day)は、ハワイ州の記念日。レイの作り手への感謝とアロハの心を分かち合うである。祝いは毎年5月1日の朝から始まり、翌日まで続く。各ハワイの島々はそれぞれの住民が記念に身に着ける個別のレイが決められている。年々祝祭行事の規模が確実に大きくなっており、ハワイ州政府は祝賀行事の開催地を変更している。レイ・デーは当初は裁判所や市庁舎で開催されていたが、カピオラニ公園に変更された。

## 歴史
レイ・デーのアイディアは1927年詩人のドン・ブランディングが、ハワイのレイを送ったり受け取ったりする文化を祝う日があるべきだと考えたことから始まった。ブランディングはそのアイディアをホノルル・スター・ブリテン紙のコラムニスト、グレース・タワー・ウォーレン (Grace Tower Warren) へ伝えると、ウォーレンはメーデーの5月1日にすべきだと応じ、「メーデーはレイ・デー」のキャッチフレーズを提案した。また5月は多くの花が咲く時期でもあり、華やかな花々が色を添えることもあって最適であった。
1928年5月1日にホノルル・ダウンタウンのバンク・オブ・ハワイで初めて祝われ、銀行のロビーは花に溢れ、その香りが漂いまるでフラワーガーデンのようだったという。同年には最初のレイ・クイーン（レイの女王）も選ばれた。
1931年には催しはホノルル市庁舎へ移され、レイ・クイーンに加えて、それぞれの島を代表する花とシンボルカラーを使ったレイをまとったレイ・プリンセスたちが選ばれた。

### 各島々を代表するレイの素材とカラー
ハワイ主要各島はその島を象徴するレイが作られる特別な「花（レイの素材）」と色が定められている。ビッグ・アイランドとして知られているハワイ島はレフアと呼ばれるオヒアの木の赤い花が島の花である。マウイ島の花はロケラニと呼ばれ、ピンク色をしている。オアフ島の花はイリマである。イリマの色は黄金色でオアフ島中で見かけることが出来る。モロカイ島はククイの木の緑色の葉を使う。ラナイ島はカウナオアという名の橙色の蔦である。カホオラヴェ島の花のヒナヒナは頂部が総じて銀灰色である。カウアイ島には緑色のモキハナの実が使われ、シンボルカラーは紫である。ニイハウ島の「花」は、実際はプープーと呼ばれる貝殻で、シンボルカラーは白である。
| 島名           | シンボル・レイの素材 | レイの素材ハワイ語 | シンボルカラー | ハワイ語                                       |
| -------------- | -------------------- | ------------------ | -------------- | ---------------------------------------------- |
| ハワイ島       | オヒア・レフア       | ‘Ōhi‘a Lehua       | 赤             | ‘Ula‘ula                                       |
| マウイ島       | ロケラニ             | Lokelani           | ピンク         | ‘Ākala                                         |
| オアフ島       | イリマ               | Ilima              | 黄金           | Pala luhiehu（黄金色）若しくはmelemele（黄色） |
| モロカイ島     | ククイ               | Kukui              | 緑             | ‘Ōma‘oma‘o                                     |
| ラナイ島       | カウナオア           | Kauna‘oa           | 橙             | ‘Alani                                         |
| カホオラヴェ島 | ヒナヒナ             | Hinahina           | 銀灰           | Hinahina                                       |
| カウアイ島     | モキハナ             | Mokihana           | 紫             | Poni                                           |
| ニイハウ島     | プープー             | Pupu               | 白             | Ke‘oke‘o                                       |